# Dévolution des biens de l'ordre du Temple
La dévolution des biens de l'ordre du Temple est la conséquence de la tentative d'appropriation de ceux-ci par le roi de France Philippe IV le Bel. Après l'arrestation et la condamnation des Templiers, le pape Clément V décrète la dissolution de l'ordre du Temple par la bulle pontificale Vox in excelso fulminée le 22 mars 1312 et rendue publique lors du concile de Vienne (1311-1312). Après la dissolution de l'Ordre, l'opposition entre la papauté et le royaume de France se poursuit dans l'attribution des biens des Templiers mis sous séquestre de l'église par la bulle Pastoralis preeminentie. Cette opposition tournera en défaveur du roi de France et globalement en faveur du pape ; la bulle Ad providam transférait à perpétuité l'intégralité des biens templiers aux Hospitaliers de l'ordre de Saint-Jean de Jérusalem, à l'exception des possessions situées dans la péninsule ibérique qui sont réservés en attente d'accords. Philippe le Bel confirma cette décision papale par lettres patentes du 24 août 1312.

## Contexte
Les biens de l'ordre du Temple sont d'abord des biens de l’Église, l'ordre du Temple comme l'ordre de Saint-Jean de Jérusalem sont des ordres religieux avant d'être des ordres militaires ; ils relèvent directement de l'autorité papale et non des diverses autorités royales, et se révèlent être une puissance militaire dévouée à la papauté, ce qui motiva l'opposition aux Templiers de la part des légistes royaux, formés au droit romain, qui cherchaient à exalter la puissance de la souveraineté royale,
Il ne faut pas oublier que l'action de Philippe le Bel contre les Templiers s'inscrit aussi à la suite de l'opposition de la royauté française contre la papauté, de l'excommunion du roi et de sa famille par Boniface VIII (excommunication remise par Benoît XI et Clément V), et de l'attentat d'Anagni par Guillaume de Nogaret,
S'ajoutait certainement des motivations financières ; contrairement aux Hospitaliers qui restaient mobilisés contre les infidèles, les Templiers, s'appuyant sur leurs biens fonds qui leur servaient en quelque sorte de caution, faisaient souvent office d'intermédiaire financier. La maison du Temple était devenue au fil du temps le « coffre-fort des puissants » . Après avoir retiré le « Trésor du Roi » de la Tour du Temple en 1295, Philippe le Bel le confia de nouveaux aux Templiers en 1303. Ses besoins financiers étaient importants, il fut le premier roi de France à entretenir une armée permanente. Il spolia et expulsa les juifs en 1306, s'attaqua aux bien des Templiers en 1307, puis aux biens des marchands et banquiers lombards en 1309.
Une autre motivation est la volonté de s’aliéner les ordres militaires. Philippe le Bel avait envisagé, sous prétexte d'organiser une nouvelle croisade, de fusionner l'ordre du Temple et l'ordre de Saint-Jean de Jérusalem sous autorité royale, projet ruiné par l'opposition des Templiers. Quand le pape convoqua les grands maîtres de ces ordres pour ne pas être débordé par un pouvoir royal, seul Jacques de Molay s'opposa ouvertement à ce projet, Foulques de Villaret, qui savait que la fusion devait se faire au profit de son Ordre, ne fit aucune opposition, même s'il n'y était pas favorable. Cette fusion empêchait tout projet d’acquérir la souveraineté de l'Ordre des Hospitaliers par la prise de possession de Rhodes, ce qui mettait son Ordre à l'abri des convoitises.

## Dévolution
Il est difficile de savoir aujourd'hui les motivations exactes qui poussèrent Philippe le Bel à s'attaquer aux Templiers ; toutes les suppositions ont été faites, mais il est difficile de croire uniquement à la défense de la foi chrétienne même si l'ordre d’arrestation précise : « Les frères de l'ordre de la chevalerie du temple, cachant le loup sous l'apparence de l'agneau et, sous l'habit de l'ordre, insultent misérablement la religion de notre foi » il n'oublie pas de préciser aussi : « nous avons décidé que tous les membres dudit ordre de notre royaume seraient arrêtés […] et réservé au jugement de l’Église, et que tous leurs biens, meubles et immeubles, seraient saisis, mis sous notre main et fidèlement conservés. »
S'il est déjà difficile d'admettre que le roi de France agisse en lieu et place du pape sans autorisation de celui-ci, il est tout aussi difficile de comprendre la nécessité qu'avait Philippe le Bel de saisir et de placer sous sa garde les biens du Temple. C'est pour rétablir une situation de droit canonique que Clément V fulmine le 22 novembre 1307 la bulle Pastoralis preeminentie, les Templiers hors de France étaient arrêtés sur son ordre et leurs biens placés sous la sauvegarde de la papauté. Si procès il devait y avoir, cela ne pouvait être que sous le contrôle de l’Église. Mais malgré toutes ses actions, Clément V s'est toujours fait déborder par les actions de Philippe le Bel jusqu'au coup de force du concile de Vienne où le roi appuyé par ses gents d'arme obtient du pape, le 22 mars 1312, la bulle Vox in excelso qui abolissait l'ordre du Temple.
Le problème de l'attribution des biens des Templiers n'est toujours pas tranché à cette date. En fait, deux possibilités s'affrontent :
- d'un côté la volonté du pape qui souhaite respecter les canons de l'église ; en cas de dissolution d'un ordre ses biens doivent aller à un autre ordre ayant la même finalité. Ainsi la dévolution aux Hospitaliers s'impose ;
- d'un autre côté s'ouvrait aussi la possibilité de créer un ordre nouveau.

Si Clément V avait probablement déjà fait son choix, la dévolution aux Hospitaliers, il se heurtait à une double opposition :
- les pères au concile étaient majoritairement des évêques qui avaient tous plus ou moins maille à partir avec les Hospitaliers et leurs privilèges qu'ils jugeaient exorbitants ;
- les princes, roi de France mais aussi rois ibériques, s'opposaient à tout ce qui pouvait être renforcement d'un ordre qui échappait à leur pouvoir.

Tous ces opposants étaient favorables à la création d'un ordre nouveau mais tous s'opposaient sur la finalité, certainement pas un ordre supra-national, comme l'était le Temple ou l'Hôpital, dont le maître serait un « rex bellator », chef d'une future croisade, comme le roi de France se présentait.
Clément V se reprend et réussit à imposer dans des négociations hors concile son point de vue puisqu'il fulmine coup sur coup deux autres bulles, le 2 mai 1312, Ad providam qui attribue tous les biens des Templiers à l'ordre de Saint-Jean de Jérusalem (les biens de la péninsule ibérique étant réservés par un correctif du 16 mai) et le 6 mai 1312 Considerantes dudum encadrant le sort des Templiers. Parmi les conséquences directes de ces deux bulles papales, il faut noter deux choses :
- les Templiers ayant avoué ou étant déclarés innocents, non relevés de leurs vœux, choisiront dans quelle maison ils poursuivront leur sacerdoce (certains abandonneront l'habit) ;
- les Hospitaliers leur devront une rente s'ils poursuivent leur sacerdoce en dehors d'une maison hospitalière.

### Royaume de France
Si Philippe le Bel voulait mettre la main sur les biens des Templiers, les Hospitaliers n'auront de cesse de faire respecter les décisions papales, cela prendra du temps mais ils obtiendront à peu près partout, là où cela était décidé, la dévolution des biens des Templiers.
Foulques de Villaret nomme le 17 octobre 1312 un comité de huit chevaliers, à sa tête Albert de Schwarburg avec le titre de visiteur général en Occident, pour récupérer les biens des Templiers. Le 3 novembre 1314, Leonardo de Tibertis, prieur de Venise, qui négociait déjà avec Philippe le Bel, prend la tête de ce comité.
Philippe le Bel, une fois les biens saisis, les exploite à son profit par l'intermédiaire de bourgeois gestionnaires appointés. Il abandonne, au printemps de 1309, la gestion directe pour adopter le régime de la ferme. En affermant les biens templiers à un fermier, il tirait un nouveau profit, il économisait les charges de gestion et pouvait vendre les meubles (bétail, matériel etc.) des commanderies saisies.
C'est le 28 mars 1313 que Philippe le Bel ordonne la remise des biens, par les baillis et sénéchaux de la couronne, aux représentants Hospitaliers après que ceux-ci aient accepté ses conditions. Ne voulant céder les biens sans compensations, Philippe le Bel demandait aux Hospitaliers la somme de 200 000 livres tournois pour la garde des biens et le droit d'amortissement de mainmorte mais il mourra avant d'en voir la première livre le 29 novembre 1314. Louis X, mort le 5 juin 1316, refusa également de restituer l'enclos du Temple et devait rajouter en 1316, 50 000 livres à la demande de son père mais rien dans les comptes des Hospitaliers (qui étaient déjà fortement endettés) ne permet de prouver que ces sommes ont été réellement payées à l'un des successeurs de Philippe le Bel. Philippe le Long saisira de nouveau les anciens biens templiers sous prétexte que les Hospitaliers ne tenaient pas leurs engagements. Les Hospitaliers s'engagent à régler au roi le remboursement des parties exigibles pour faire lever la saisie, ce qu'ils obtiennent par lettres patentes le 5 mai 1317. Encore en 1325, Charles le Bel, troisième fils de Philippe le Bel, réclamera une rente aux Hospitaliers sur sa tête et celle de sa femme. Ce n'est pas la cession de certains biens templiers par les Hospitaliers qui permet d'apporter la preuve de règlements, beaucoup de ces ventes étaient justifiées par des raisons de bonne gestion.
Il y eut quelques contestations comme dans l'Auxerrois où les biens ne furent remis que le 31 janvier 1317. Leonardo de Tibertis obtient la remise de la plus grande partie des biens des Templiers entre 1313 et 1317 après une menace de sanction de Jean XXII le 5 décembre 1317. En fin de compte, l’Hôpital augmentera grandement ses possessions en France, sur les 106 commanderies de la Langue de France, 68 provenaient des Templiers. Mais, le pape intervient parfois pour réattribuer certains biens à d'autres ordres. Ainsi, le 20 octobre 1320, Jean XXII rachète au grand maître des Hospitaliers Hélion de Villeneuve tout ce qui avait appartenu aux Templiers à Cahors et le donne aux Chartreux.

### Péninsule ibérique

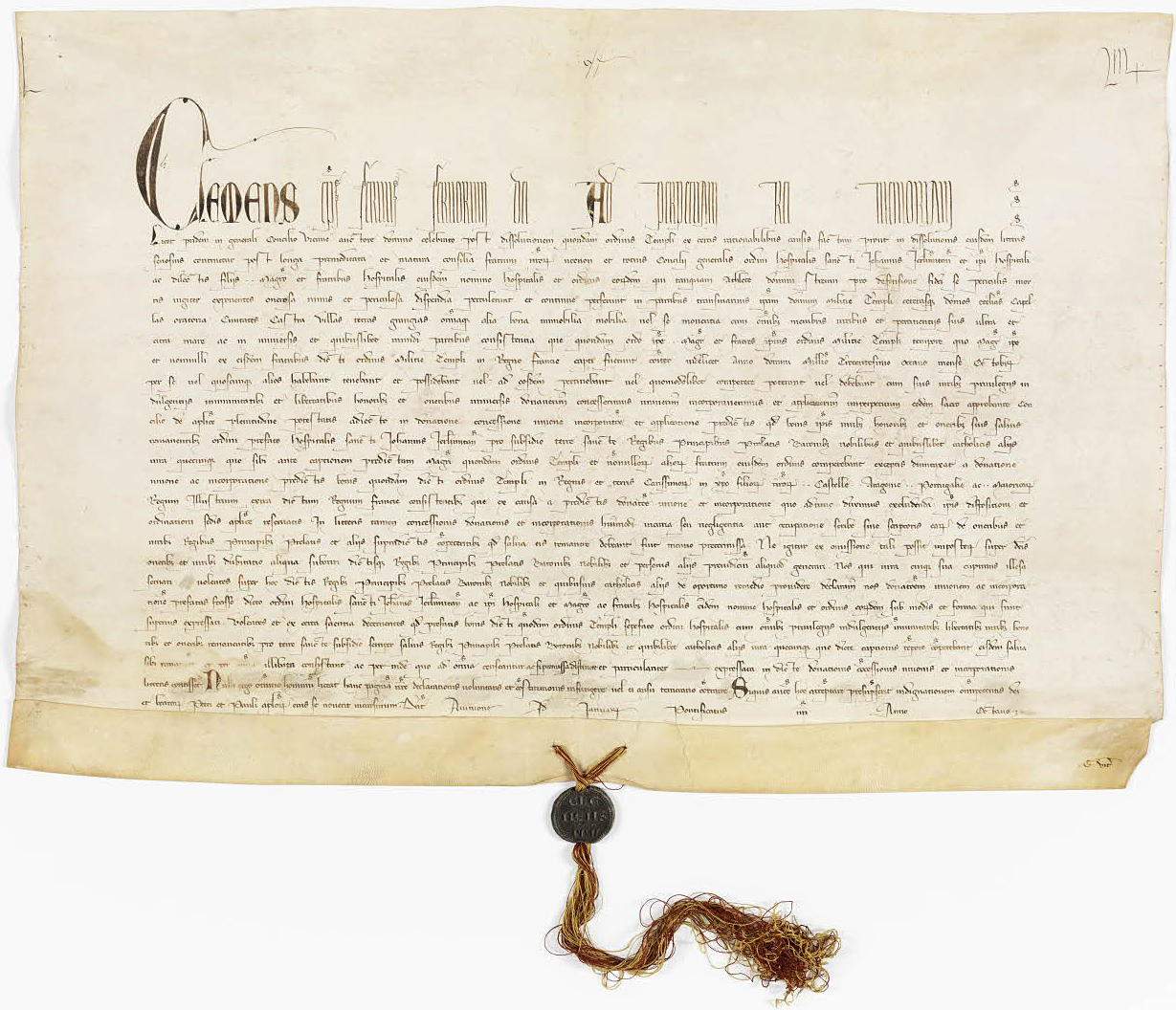
Bulle du pape Clément V suspendant l'union des biens de l’ordre du Temple à l'ordre de l'Hôpital dans les royaumes hispaniques. Avignon, 13 janvier 1313. Archives nationales.

La situation est totalement différente dans la péninsule Ibérique, dont les souverains luttent au nom de la chrétienté, donc du pape, contre les Musulmans. Les rois de Castille, d'Aragon et de Portugal ne sont pas insensibles non plus à la puissance des forteresses templières et à la fidélité des ordres militaires à la papauté. Les négociations engagées entre le pape Clément V et le roi du Portugal ou d'Aragon montrent la volonté des rois de soumettre ces ordres à leur pouvoir .

#### Royaume d'Aragon
Jacques II le Juste refuse d'abord de suivre Philippe le Bel mais le 1er décembre 1307, devant la menace de résistance des Templiers qui fortifient leurs châteaux, il ordonne leur arrestation. Dans le royaume de Valence, ceux-ci, à l'image du maître de province Exemen de Lenda se rendent rapidement, d'autres en Catalogne et en Aragon, autour de Raymond Sa Guardia, commandeur du Mas Deu, résistent aux troupes royales jusqu'en juillet 1309.
Les négociations avec le pape commencent entre le 14 février et le 1er avril 1313. Les émissaires aragonais arguent que beaucoup des forteresses ont été données aux Templiers par le roi d'Aragon et qu'il ne semble pas raisonnable de les confier à d'autres personnes sans la volonté et l'assentiment du roi. Aussi la grande résistance des Templiers en Aragon lors de leur arrestation illustre la puissance militaire qui peut être déployée à partir de ces forteresses. En conséquence, Jacques II le Juste souhaite rester maître des forteresses et veut que les biens valenciens des Templiers soient dévolus à l'ordre de Calatrava ou de Santiago et que tous les anciens Templiers lui jurent fidélité.
Mais Clément V refuse, arguant qu'il ne peut trancher ainsi le conflit sans causer de scandale. Un cardinal conseille aux émissaires de taire leurs revendications, d'accepter la décision papale et de ne poser leurs conditions qu'en Aragon, mais le pape rejette ce compromis comme contraire à la justice et à la raison.
À l'annonce de la maladie du pape, Jacques II suspend les tractations. Clément V meurt le 20 avril 1314, son successeur Jean XXII est élu le 7 août 1316 et un compromis est trouvé le 10 juin 1317 par la bulle Pia matris ecclesiae.
Dans le royaume d'Aragon et le comté de Barcelone, les biens du Temple sont attribués à l’Hôpital, mais à la suite de manœuvres dilatoires ce dernier n'entre en possession des biens templiers que le 22 juillet 1319. Les Templiers ont bien souvent vendu leurs biens à des personnes de confiance pouvant leur procurer des ressources pour organiser la résistance.
Dans le royaume de Valence, les biens templiers et hospitaliers sont réunis dans un nouvel ordre, nommé Ordre de Montesa, du nom de sa principale forteresse, mais placés sous le contrôle de l'ordre de Calatrava pour éviter tout lien avec l'ancien ordre du Temple. Ce nouvel ordre est confirmé par la bulle Ad fructus uberes de Jean XXII en date du 10 juin 1317, et il reçoit le 22 novembre 1317, à l’instar des autres ordres militaires hispaniques, la règle cistercienne sous la tutelle de l’abbaye catalane de Santes Creus. Le premier grand maître de l'ordre de Montesa nommé par le pape est Guillem d'Erill, un hospitalier catalan, le 22 juillet 1319 qui meurt le 4 novembre, son successeur est aussi un hospitalier, Arno de Soler. Tous les biens du Temple et de l’Hôpital lui sont effectivement dévolus le 22 juillet 1319, les Hospitaliers ne gardant que leur maison de Valence et ses dépendances,.

#### Royaume de Castille
Au lieu de se lancer comme les Aragonais dans des négociations avec le pape, Ferdinand IV de Castille prend possession purement et simplement des biens et terres templiers en Castille, sans s'embarrasser des réactions papales. S'il en garde certains, il en vend d'autres à l'Ordre d'Alcántara qui s'empare aussi de biens templiers par la force. Nombre de familles nobles, souvent donatrices des biens au Temple, les récupèrent au prétexte qu'ils leur avaient appartenu.
Faute pour la Castille d'avoir fait valoir des demandes en ce sens au concile du fait de la mort de Ferdinand IV, la création d'un nouvel « ordre national » est cependant refusée à Alphonse XI en 1331, Jean XXII arguant qu'il existe déjà les ordres d'Alcántara, de Calatrava et de Santiago.
Les Hospitaliers et le Saint Siège s'offusquent de cette spoliation, car aucun des 21 châteaux et 32 commanderies n'est dévolu aux Hospitaliers, bien que le roi Alphonse XI ait souscrit le 8 novembre 1319 à la dévolution mais il ignore une relance du pape du 1er mai 1320. L'affaire dure au point qu'en 1366, le pape Urbain V se plaint encore, en vain, que le royaume de Castille n'ait toujours pas rempli ses obligations vis-à-vis de l'ordre de l'Hôpital qui finalement ne recevra jamais les biens spoliés.
Les rois de Castille obtiennent ainsi ce que Philippe le Bel n'a pas réussi à obtenir en France.

#### Royaume du Portugal
Denis I incorpore les biens des Templiers directement au domaine royal pour les soustraire à l’Église.
Denis Ier refuse au pape la réunion des biens du Temple à ceux des Hospitaliers. Après des négociations encore plus longues que dans les autres royaumes ibériques, sans compensation, mais pas sans pression, dès 1318, les anciens Templiers ne sont plus admis dans les congrégations portugaises. Denis obtient de Jean XXII une bulle le 14 mars 1319, permettant la création de la « Christi Militia », l'ordre du Christ, placé sous le patronage de Saint Benoît, sous le contrôle de l'ordre de Calatrava et sous la tutelle de l'abbaye cistercienne d'Alcobaça,.
C'est le roi qui choisit le premier grand maître Gil Martins qui était alors maître de l'ordre d'Aviz. Le roi remet les biens des Templiers entre les mains de Martins le 1er mai 1320. La bulle prescrivait que le grand maître du nouvel ordre devait, avant sa prise de fonction, rendre hommage au roi et lui prêter serment, aucun grand maître n'oubliera cette obligation, faisant de l'ordre du Christ le plus fidèle soutien du pouvoir royal portugais. De plus les chevaliers de l'Ordre faisaient leurs vœux de pauvreté, de chasteté et d'obéissance directement au roi. L'Ordre devenait un enjeu de pouvoir, de contrôle et de récompense pour la royauté vis-à-vis de sa noblesse. La papauté abandonnait ainsi beaucoup de ses prérogatives à la royauté et ouvrait, avec quinze ans d'avance sur l'ordre de la Jarretière, la voie aux ordres de chevaleries qui ne relèveront que du pouvoir royal.
Le couvent est alors établi, non pas à Tomar, siège des anciens Templiers, mais à Castro Marim dans le diocèse de Faro. En 1357, l'Ordre déménage à Tomar, sous la maîtrise du 6e grand maître, Dom Nuno Rodrigues. Beaucoup d'anciens Templiers trouvent leur place au sein de l'ordre du Christ comme Vasco Fernandes, dernier maître du Temple au Portugal qui est nommé commandeur de Montalvão (pt).

#### Royaume de Navarre
Pendant toute « l'affaire templière » le roi de Navarre, Louis X, met en application dans le royaume, une politique totalement calquée sur celle de Philippe le Bel, son père. Les Templiers en Navarre sont arrêtés, mis à la question, leurs biens confisqués puis dévolus comme au royaume de France le 20 avril 1313. Comme roi de France et de Navarre, Louis continue la même politique que son père en cherchant à taxer les Hospitaliers en échange de la dévolution des biens templiers en France comme en Navarre.

#### Royaume de Majorque
Le roi de Majorque Sanche 1er n'a pas fait valoir ses demandes au 1er février 1313, Jean XXII lui refuse la création d'un nouvel « ordre national », Sanche tente alors de s'approprier les biens des templiers mais il ne peut s'opposer au pape et les Hospitaliers obtiennent la dévolution des biens du Temple en février 1314.

### États italiens
Peu d'information sur le sort des commanderies italiennes qui semblent s'être transmises sans problème aux Hospitaliers.

#### États pontificaux
Les Hospitaliers se retrouvent dans une position délicate vis-à-vis du pape qui aspire à agrandir son domaine de plus ils sont redevables envers le Saint-Siège. Leurs biens en propre comme les biens des Templiers susceptibles de leurs revenir représentaient comme une commission qu'ils payèrent de bonne ou mauvaise grâce au pape à qui ils devaient bien cela.

#### Royaume de Naples
Les rois de Naples n'obéissent pas facilement aux ordres du pape. Celui-ci fulmine deux bulles, la première Nostri plene, carissime : le 15 juillet 1313, enjoint au roi Robert d'Anjou de remettre les commanderies de Provence. La deuxième Scimus, dilectissime fili le 21 septembre 1317 renouvelle l'injonction de remettre toutes les commanderies du royaume de Naples, de Provence et du comté de Forcalquier. Le pape insiste pour le monastère de Torre Maggiore en Capitanate. Le 7 décembre 1319, Robert décide d'abandonner les biens qu'il détient en Provence au comte de Forcalquier. Il est encore en possession, le 14 mars 1334, des biens de San Severo et de Torre Maggiore et la bulle du pape Pro parte dilectorum reste sans effet.

#### Républiques italiennes
Pour la république de Venise, le doge reconnaît, en novembre 1312, les droits des Hospitaliers à prendre la suite des Templiers. Il s'engage même à aider les Hospitaliers à intervenir auprès du prieur du Temple à Venise.

### Royaume d'Angleterre
Dans un premier temps Édouard II prend la défense des Templiers, le 30 octobre et le 10 décembre 1307, il écrit même dans ce sens au pape, au roi du Portugal, de Castille, d'Aragon et de Naples. Mais le 8 janvier 1308, devant l’insistance du pape, il assigne à résidence les Templiers, jugés en 1309, ils seront absouts en 1310.
Quatre jours à peine après la bulle Ad providam, des lettres du pape furent envoyés au clergé en Angleterre, en Écosse et en Irlande mais le roi Édouard II ordonna en août de ne plus procéder à la remise des biens avant la tenue du prochain parlement. Le processus fut ainsi bloqué jusqu'à l'année suivante alors que les descendants des donateurs des biens du Temple continuaient à réclamer leurs restitution. Les biens des Templiers sont exploités au profit de la couronne qui percevra ainsi 9 250 livres d'esterlin  (4 % des ressources domaniales annuelles de l'ensemble des biens de la couronne) entre 1308 et 1313.
Le pape interviendra en 1317 et en 1322 pour rappeler au respect de la bulle Ad providam. Ce n'est qu'en 1324 que les biens templiers d'Angleterre commencent à être effectivement dévolus aux Hospitaliers, qui prennent cette année-là possession de l'Église du Temple à Londres, siège provincial, et surtout des archives du Temple, qui leur permettent d'ester en justice pour recouvrer les biens qui leur sont dévolus. Il faudra encore une visite en personne de Leonardo de Tibertis, en 1327, pour débloquer certaines situations. Un état des lieux dressé par le prieur de la langue d'Angleterre montre qu'en 1338, 13 domaines sont encore possédés par des familles nobles puissantes (comme les Pembroke et les Arundel) et que certains litiges ne sont toujours pas réglés en 1379. En Écosse, la dévolution est effective en 1354, la principale commanderie d’Écosse est remise aux Hospitaliers en 1351.

### Principautés germaniques
Les princes germaniques, séculiers ou ecclésiastique, avaient généralement pris la défense des Templiers. Mais ces princes surent aussi se servir en s'attribuant des biens saisis . Les synodes des provinces de Trèves et de Mayence absoudront les Templiers. Les Hospitaliers, à des périodes diverses, obtiendront la dévolutions des biens templiers, certaines commanderies reviendront à l'ordre Teutonique.

### Royaume de Hongrie
En respect des bulles papales, les biens templiers sont progressivement dévolus aux Hospitaliers comme Dubica et Gora dès 1314, Szentmarton en 1320, Vrana en 1328 - qui deviendra grand prieuré hospitalier hongrois après avoir été la maison cheftaine des Templiers - mais aussi Glogonca seulement en 1340.

### Royaume de Chypre
Le 7 novembre 1313, le légat Pierre de Rodez, évêque de Rhodes, remet aux Hospitaliers les biens que l'ordre du Temple possédait dans l'île

## Référencement